# کافئینیسم
کافئینیسم (انگلیسی: Caffeinism) یا بیش‌مصرفی کافئین حالت مسمومیت ناشی از مصرف زیاد کافئین است. این مسمومیت انواع علائم جسمی و روحی ناخوشایند مرتبط با مصرف مقادیر بسیار زیاد کافئین را شامل می‌شود. کافئینیسم معمولاً زمانی رخ می‌دهد که مصرف کافئین به ۱ تا ۱/۵ گرم (معادل ۱۰۰۰ تا ۱۵۰۰ میلی‌گرم) در روز برسد. به طور مثال و به عنوان یک مقیاس برای اندازه‌گیری؛ یک فنجان قهوه دم‌کرده به میزان ۸ اونس (۲۲۷ میلی‌لیتر) می‌تواند حاوی حدود ۹۵ میلی‌گرم کافئین باشد.
کافئین به عنوان یکی از پُرمصرف‌ترین مواد سایکو اکتیو در سراسر جهان در نظر گرفته می‌شود. حدود ۸۰٪ از مردم کره زمین کافئین را در اشکال مختلف مصرف می‌کنند. این ماده در قهوه، چای، نوشیدنی‌های الکلی حاوی کافئین، کاکائو، شکلات، نوشابه (به ویژه کولا) یافت می‌شود و جزو ترکیبات اصلی نوشابه انرژی‌زا و سایر مکمل‌های غذایی طبیعی است.

## علایم و نشانه‌ها
کافئین در دوزهای متوسط برای کاهش خستگی جسمانی، جلوگیری از خواب‌آلودگی، حفظ یا بازیابی هوشیاری ذهنی استفاده می‌شود. با همهٔ این احوال، در دوزهای بالاتر، اثرات تحریکی می‌توانند بیش از اندازه باشند و منجر به طیف وسیعی از علائم ناخوشایندی مثل اضطراب، سرگیجه، بی‌خوابی، تنش عصبی، تحریک‌پذیری، بی‌قراری حرکتی، سردرد، لرزش، تنش عضلانی، مسخ واقعیت، سردرگمی و تپش قلب پس از مصرف کافئین گردد.
مسمومیت با کافئین با علائم مصرف بیش از اندازهٔ سایر محرک‌های دارویی قابل مقایسه است. در موارد مصرف بیش از حد، شیدایی، افسردگی، ضعف در قضاوت، موقعیت‌ناآگاهی(نام علمی: disorientation)، مهارگسیختگی، هذیان(نام علمی: delusions)، کاهش وزن، بی‌اشتهایی، توهم یا روان‌پریشی ممکن است رخ دهد.

## مرگ و میرها
این احتمال وجود دارد که مصرف بیش از اندازهٔ کافئین به مرگ نیز منتهی شود. متوسط دوز کشنده در انسان - با توجه به حساسیت فردی - متفاوت است. هر چند، تخمین زده می‌شود که این میزان حدود ۱۵۰ تا ۲۰۰ میلی‌گرم به ازای هر ۱ کیلوگرم از توده بدنی باشد که تقریباً معادل ۷۵ تا ۱۰۰ فنجان قهوه برای یک فرد بزرگسال ۷۰ کیلوگرمی است. تعدادی از مرگ و میرها نیز به دلیل مصرف بیش از اندازهٔ مکمل‌های پودری کافئین به میزان کمتر از ۱ قاشق غذاخوری بوده‌است. دوز کشندگی معمولاً در افرادی که سوخت‌وساز کافئین آنها به دلیل ژنتیک یا بیماری مزمن کبدی مختل شده‌است، کمتر است. در ۱ مورد، مرگ فردی مبتلا به سیروز کبدی به دلیل مصرف بیش از اندازهٔ قرص‌های نعنایی حاوی کافئین نیز گزارش شده‌است.

## پیشگیری و درمان
درمان مسمومیت خفیف با کافئین، بررسی و در نظر گرفتن تسکین علائم است. مسمومیت شدید ممکن است نیاز به دیالیز صفاقی، همودیالیز و یا تصفیه خون(نام علمی: Hemofiltration) داشته باشد. کنترل مصرف کافئین مستلزم آگاهی از محتوا و میزان کافئینِ موجود در نوشیدنی‌های حاوی کافئین‌، داروهای بدون نسخه و سایر منابع کافئین در رژيم غذایی است. کسب چنین اطلاعاتی آسان نیست. محتوای نوشیدنی‌های دم‌شده مانند قهوه و چای بر اساس نوع و یا روش تهیه بسیار متفاوت است.
هیچ مقدار استانداردی برای یک فنجان قهوه وجود ندارد. تعیین محتوای کافئین نوشیدنی‌های کولا و بیشتر نوشیدنی‌های انرژی‌زا می‌تواند دشوار باشد چرا که در بسیاری از موارد، برچسب‌ها میزان دوز در هر وعده را نشان نمی‌دهند. دوزهای کافئین موجود در این نوشیدنی‌ها می‌تواند از ۲۰ تا ۳۰ میلی‌گرم و در برخی تا ۳۵۰ میلی‌گرم یا بیشتر باشد. اگر چه برخی از سایت‌های اینترنتی محتوای کافئین را برای نوشیدنی‌ها گزارش می‌کنند با این همه، فهرست‌های رسمی و معتبر در دسترس نیستند به ویژه آنکه تعداد برندها به طور مداوم در حال افزایش است. تلاش برای قطع ناگهانی همهٔ محصولات حاوی کافئین از رژیم غذایی معمولاً توصیه نمی‌شود. در چنین مواردی، فرد ممکن است از علائم شدید ترک کافئین از جمله سردرد، خستگی و مشکل در تمرکز رنج ببرد. توصیه می‌شود که فرد، مصرف کافئین را به تدریج کاهش دهد.